# Indywidualne Mistrzostwa Szwecji na Żużlu 1968
Indywidualne Mistrzostwa Szwecji na Żużlu 1968 – cykl turniejów żużlowych, mających wyłonić najlepszych żużlowców szwedzkich. Tytuł wywalczył Leif Enecrona (Getingarna Sztokholm).

## Finał
- Sztokholm, 13 września 1968

| Msc. | Zawodnik           | Klub                 | Pkt   |  |  |
| ---- | ------------------ | -------------------- | ----- |  |  |
| 1    | Leif Enecrona      | Getingarna Sztokholm | 14 +3 |  |  |
| 2    | Torbjörn Harrysson | Vargarna Norrköping  | 14 +2 |  |  |
| 3    | Hans Holmqvist     | Vargarna Norrköping  | 11    |  |  |
| 4    | Ove Fundin         | Kaparna Göteborg     | 10    |  |  |
| 5    | Anders Michanek    | Getingarna Sztokholm | 10    |  |  |
| 6    | Per Olof Söderman  | Vargarna Norrköping  | 9     |  |  |
| 7    | Sören Sjösten      | Vargarna Norrköping  | 8     |  |  |
| 8    | Bengt Jansson      | Getingarna Sztokholm | 7     |  |  |
| 9    | Olle Nygren        | Vargarna Norrköping  | 7     |  |  |
| 10   | Bengt Larsson      | Örnarna Mariestad    | 6     |  |  |
| 11   | Bo Josefsson       | Njudungarna Vetlanda | 6     |  |  |
| 12   | Bengt Andersson    | Getingarna Sztokholm | 6     |  |  |
| 13   | Bernt Persson      | Smederna Eskilstuna  | 5     |  |  |
| 14   | Runo Wedin         | Vargarna Norrköping  | 3     |  |  |
| 15   | Therje Henriksson  | Lejonen Gislaved     | 2     |  |  |
| 16   | Gunnar Malmqvist   | Njudungarna Vetlanda | 2     |  |  |